# آندرسون باتاتائیس
آندرسون لوئیز دا سیلوا (به پرتغالی: Anderson Luis da Silva) مدافع اهل برزیل است که در شهر Batatais و در تاریخ ۲۲ دسامبر ۱۹۷۲ به دنیا آمده‌است.
آندرسون لوئیز دا سیلوا در تیم‌های فوتبال Paulista، آلبیرکس نیگاتا، Atlético Sorocaba، Paulista، کوریتیبا، Ponte Preta سابقهٔ حضور دارد.